# نسمیث (دهانه)
نسمیث یک دهانه برخوردی در ماه‌ است.

## دهانه‌های اقماری
این دهانه ۴ دهانه اقماری دارد.
| Nasmyth | عرض جغرافیایی | طول جغرافیایی | قطر          |
| ------- | ------------- | ------------- | ------------ |
| E       | ۴۹.۹° S       | ۵۷.۶° W       | ۵.۰ کیلومتر  |
| D       | ۴۹.۲° S       | ۵۵.۳° W       | ۱۳.۰ کیلومتر |
| G       | ۴۹.۶° S       | ۵۳.۸° W       | ۷.۰ کیلومتر  |
| F       | ۵۰.۰° S       | ۵۳.۵° W       | ۹.۰ کیلومتر  |